# Can Margarits
Can Margarits és una casa d'Osor (Selva) inclosa a l'Inventari del Patrimoni Arquitectònic de Catalunya. Aquesta casa rep el nom popular de Ca la Pasquala o Can Margarits.

## Descripció
És un edifici entre mitgeres de quatre plantes i coberta de doble vessant a façana format per dos cossos actualment units. La façana és arrebossada amb la pedra vista, per sostracció de l'arrebossat original, i presenta quatre crugies.
El cos de la dreta té la façana més ampla. A la planta baixa hi ha una porta amb marc de pedra desbastada i arc rebaixat i un seguit de cinc obertures amb forma d'arc de mig punt de pedra de nova talla i quatre columnetes. Al primer pis hi ha dues finestres d'arc conopial, una de la casa original i l'altra copiada amb pedra de nova talla. El segon pis té dues finestres rectangulars sobre les dues anteriors i el tercer pis presenta un badiu amb dues grans columnes circulars i llinda de biga de fusta. Fins fa pocs anys, aquesta façana constava només de tres plantes. Tenia dues finestretes petites a la planta baixa, una finestra d'arc conopial al primer pis i dues de rectangulars al segon.
El cos de l'esquerra presenta un gran portal adovellat de mig punt i grans blocs de pedra sorrenca a la planta baixa. Hi ha dos obertures per planta. A partir del primer pis, consta d'un balcó emmarcat de pedra i una petita finestra geminada de dos arcs de mig punt amb columneta. Fins fa pocs anys no existien les finestres geminades de mig punt amb columna i les bases dels balcons del primer i segon pis eren més petites.
Els ràfecs, formats per bigues de fusta, fan que la teulada emergeixi més d'un metre de la façana i presenta una decoració de rajola pintada de color grana i crema. Fins fa poc temps existien uns ràfecs simples de doble filera de rajola i teula.

## Història
Aquesta casa es pot datar del segle xv, encara que ha rebut reformes importants al llarg dels segles, sobretot del segle xviii, XIX i a principis del XXI. Actualment, des de l'any 2000. Està reformant-se. S'ha tret l'arrebossat original, s'ha deixat la pedra vista, s'ha pujat una planta i s'han reproduït i multiplicat les obertures. A la dovella clau de la porta principal hi ha gravada la data de 1714. Els balcons són possiblement un reforma del segle xix. Can Margarits està documentada des del segle xviii i com a nom de família o llinatge osorenc, des del segle xv.